# مایکل گوتلیب بیندسبال
مایکل گوتلیب بیندسبال (انگلیسی: Michael Gottlieb Bindesbøll; ۵ سپتامبر ۱۸۰۰ – ۱۴ ژوئیهٔ ۱۸۵۶) یک معمار اهل دانمارک بود.
توروالد بیندسبال پسر وی بود